# 秦正安
秦正安（1943年11月—），男，湖北汉川人，中华人民共和国政治人物，曾任北京市高级人民法院院长，二级大法官，第十届全国人大代表。